# Central de Transportes Estación Cúcuta
1. REDIRECCIÓN Usuario:Pipenavis/Taller/Central de Transportes Estación Cúcuta